# 四十里街镇
四十里街镇，是中华人民共和国江西省上饶市鄱阳县下辖的一个乡镇级行政单位。

## 行政区划
四十里街镇下辖以下地区：
四十里街村、太平村、国安村、新路村、塘湖村、碧泉村、青龙村、华岭村、华新村、华林村、共和村、湖东村、徐步村、暖水村、董林村、大坂村、农科村生活区和良种场生活区。